# مارك وارنر (سياسي)
مارك روبرت وارنر (بالإنجليزية: Mark Warner)‏ (من مواليد 15 ديسمبر 1954) هو رجل أعمال وسياسي أمريكي يشغل منصب سيناتور الولايات المتحدة الأقدم في فرجينيا، وهو المنصب الذي شغله لأول مرة في عام 2008. وهو عضو في الحزب الديمقراطي ونائب رئيس التجمع الديمقراطي بمجلس الشيوخ ونائب رئيس لجنة الاستخبارات في مجلس الشيوخ.
قبل مسيرته المهنية في الكونجرس، كان وارنر الحاكم التاسع والستين لولاية فرجينيا في الفترة من 2002 إلى 2006، وهو الرئيس الفخري للجنة العمل السياسي «للأمام معًا». ألقى وارنر الخطاب الرئيس في المؤتمر الوطني الديمقراطي لعام 2008. وبصرف النظر عن المجال السياسي، فإن وارنر معروف أيضًا باشتراكه في رأس المال الاستثماري المرتبط بالاتصالات خلال الثمانينيات، إذ أسس شركة كولومبيا كابيتال.
كان من المتوقع بشكل كبير في عام 2006 أن يستمر بصفته المرشح الديمقراطي في انتخابات الرئاسة الأمريكية لعام 2008؛ ومع ذلك، أعلن في أكتوبر 2006 أنه لن يترشح بسبب عدم رغبته في التأثير على حياته العائلية. كان وارنر مرشحًا محتملاً لمنصب نائب الرئيس قبل إخراجه لنفسه من الحسبة بعد فوزه بترشيح الحزب الديمقراطي لمجلس الشيوخ الأمريكي.
فاز وارنر بأول انتخابات له في مجلس الشيوخ عام 2008 بنسبة 65% من الأصوات ضد سلفه الحاكم جيم غيلمور. ثم أُعيد انتخابه في عام 2014 بعد فوزه بفارق ضئيل على إد جيليسبي.

## النشأة والتعليم والعمل المهني
ولد وارنر في إنديانابوليس في ولاية إنديانا لأبويه مارجوري (ني جونستون) وروبرت وارنر. وله أخت أصغر منه تُدعى ليزا. نشأ وارنر وترعرع في إلينوي، وبعد ذلك في فيرنون في ولاية كونيتيكت، حيث تخرج من مدرسة روكفيل الثانوية وهي مدرسة عامة. وقد نسب اهتمامه بالسياسة إلى مدرسه للدراسات الاجتماعية في الصف الثامن جيم تايلر الذي «ألهمه للعمل من أجل التغيير المجتمعي والسياسي خلال عام 1968 المليء بالأحداث». وكان قائد الصف لمدة ثلاث سنوات في مدرسة روكفيل واستضاف مباراة لكرة السلة بشكل أسبوعي في منزله، «وهو تقليد مستمر حتى اليوم».
تخرج وارنر من جامعة جورج واشنطن وحصل على درجة البكالوريوس في العلوم السياسية في عام 1977 بمعدل 4.0 مثالي. كما كان متفوقًا في صفه في جورج واشنطن والأول في عائلته الذي يتخرج من الكلية. عمل وارنر أثناء دراسته في جورج واشنطن في الكابيتول هيل لدفع تكاليف دراسته، وكان يركب دراجته في الصباح الباكر إلى مكتب السيناتور الأمريكي أبراهام ريبيكوف. كما حصل على تذكرتين لوالديه للتجول في البيت الأبيض عندما زاراه في الكلية. وعندما سأله والده لماذا لم يحصل على تذكرة لنفسه، أجاب: «سأرى البيت الأبيض عندما أكون رئيسًا».
تخرج وارنر بعد ذلك من كلية الحقوق بجامعة هارفارد حاصلًا على درجة الدكتوراة في عام 1980 ودرب أول فريق كرة سلة نسائي في كلية الحقوق. لكن لم يمارس وارنر القانون قط. عمل كموظف لدى السيناتور الأمريكي كريستوفر دود في أوائل الثمانينيات. واستخدم فيما بعد معرفته بقوانين وسياسات الاتصالات الفيدرالية كسمسار لتراخيص امتياز الهاتف المحمول وهو ما أكسبه ثروة كبيرة. أيضًا ساعد في تأسيس أو كان مستثمرًا مبكرًا في عدد من شركات التكنولوجيا مثل نيسكتيل بصفته المؤسس والعضو المنتدب لشركة كولومبيا كابيتال وهي شركة لرأس المال الاستثماري. وشارك في تأسيس شركة كابيتال سيليولر كوربوريشن ووصل إلى قيمة سوقية تقدر بأكثر من 200 مليون دولار. وبداية من 2012 أصبح أغنى أعضاء مجلس الشيوخ الأمريكي.

### النشاط على مستوى الولاية
شارك وارنر في الجهود العامة المتعلقة بالرعاية الصحية والنقل والاتصالات وتكنولوجيا المعلومات والتعليم. وأدار حملة دوغلاس وايلدر الناجحة لعام 1989، وعمل رئيسًا للحزب الديمقراطي للولاية من 1993-1995. عمل وارنر أيضًا في مجلس مواصلات فرجينيا كومنولث في أوائل التسعينات، وحضر اجتماعات اللجان الشهرية لقسم السكك الحديدية والنقل العام (برئاسة روبرت ج. كوردر).

### انتخابات مجلس الشيوخ الأمريكي عام 1996
ترشح دون جدوى لمجلس الشيوخ الأمريكي في عام 1996 ضد العضو الجمهوري جون وارنر (لا تربطهما صلة قرابة) في انتخابات سُميت «وارنر ضد وارنر». قدم مارك وارنر أداءً قويًا في المناطق الريفية بالولاية، ما جعل المسابقة متقاربة بشكل أكبر مما توقعه العديد من الخبراء. ولكنه خسر في النهاية بنسبة 52% -47%، وخسر معظم أجزاء الولاية ويشمل هذا المنطقة الشمالية.

## حاكم فرجينيا

### انتخابات 2001
قام وارنر في عام 2001 بحملة انتخابية لمنصب الحاكم بصفته ديمقراطيًا معتدلًا بعد سنوات من بنائه ببطء قاعدة قوية في ريف فيرجينيا وبشكل خاص جنوب غرب فيرجينيا. وكان المترشحين أمامه مارك إيرلي المدعي العام للدولة، والمرشح الليبرالي وليام ب. فاز وارنر بنسبة 52.16% من الأصوات متقدمًا بـ 96943 صوتًا عن الخصم الذي يليه. تمتع وارنر بميزة تمويلية ضخمة، إذ أنفق 20 مليون دولار مقارنة بـ 10 ملايين دولار لإيرلي.
استفاد وارنر أيضًا من الانشقاق في صفوف الجمهوريين بعد معركة حامية للترشح بين إيرلي المدعوم من طرف المحافظين الدينيين، والحاكم آنذاك جون هـ. الذي دعم بعض مناصريه وارنر علنًا. في نفس الانتخابات اُنتخب الجمهوري جيري كيلجور ليكون المدعي العام، وانتخب الديمقراطي تيم كين حاكمًا مساعدًا. قال وارنر في حملته لانتخابات منصب الحاكم عام 2001 إنه لن يرفع الضرائب.[بحاجة لمصدر]

### فترة حكمه
اعتمد وارنر بعد انتخابه عام 2002 على «صندوق يوم ممطر» ذي قيمة 900 مليون دولار الذي تركه سلفه جيمس س. جيلمور الثالث. قام وارنر بحملة لصالح زيادتين ضريبتين على المبيعات الإقليمية (شمال فيرجينيا وهامبتون رودز) لتمويل النقل. ولكن رفض سكان فيرجينيا الاستفتاءين الإقليميين لرفع ضريبة المبيعات.
عمل وارنر في عام 2004 مع المشرعين الديمقراطيين والجمهوريين المعتدلين ومجتمع رجال الأعمال لإصلاح قانون الضرائب وتقليل الضريبة على الغذاء وبعض ضرائب الدخل مع زيادة الضرائب على المبيعات والسجائر. أدت حزمته الضريبية إلى زيادة صافية في الضرائب بلغت نحو 1.5 مليار دولار سنويًا. تمكن وارنر من الحفاظ على الإيرادات الإضافية من خلال حفظ السندات ذات التقدير AAA للولاية، التي امتلكتها في ذلك الوقت خمس ولايات أخرى فقط، ما سمح بأكبر استثمار منفرد في التعليم من مرحلة الروضة إلى الثانوية في تاريخ فرجينيا. دخل وارنر أيضًا في اتفاقية مع الديمقراطيين والجمهوريين المعتدلين في مجلس الشيوخ في ولاية فرجينيا لوضع حد لتعويضات ضريبة السيارات الحكومية على الحكومات المحلية.
أثر وارنر خلال فترة عمله كمحافظ على عالم ألعاب القوى بالكلية. «استخدم وارنر سلطته كحاكم فرجينيا في عام 2003 للضغط على مؤتمر الساحل الأطلنطي لإلغاء دعوة كانت قد وجهتها بالفعل إلى جامعة سيراكيوز. أراد وارنر أن ينضم إلى المؤتمر -الذي تضمن بالفعل جامعة فيرجينيا- فرجينيا للتكنولوجيا بدلاً من سيراكيوز وحدث بالفعل ما أراده».
ربما ساعدت شعبية وارنر الديمقراطيين في الحصول على مقاعد في مجلس مندوبي فرجينيا في عام 2003 ومرة أخرى في عام 2005، ما قلل من الأغلبيات التي كونها الجمهوريون في التسعينيات. ترأس وارنر رابطة الحكام الوطنيين في 2004-2005 وقاد حركة إصلاحية وطنية للمدارس ثانوية. وترأس جمعية الحكام الجنوبيين وكان عضوًا في جمعية الحكام الديمقراطيين. صنفت دراسة مدتها عامين بالاشتراك مع مجلة الحاكم وصندوق بيو الخيري في يناير 2005 مشروع الأداء الحكومي لكل ولاية في أربع فئات إدارية: المال والأفراد والبنية التحتية والمعلومات. حصلت فرجينيا ويوتا على أعلى متوسط تقييمات، إذ حصلت كلتا الولايتين على تصنيف ممتاز بشكل عام، ما دفع وارنر إلى وصف فرجينيا بأنها «أفضل إدارة لولاية في البلاد».

## مناصب
- في انتخابات مجلس الشيوخ في الولايات المتحدة 2008 [الإنجليزية]‏، انتخب عضو مجلس الشيوخ الأمريكي عن دائرة Virginia ‏ وقد انضم خلال فترته النيابية [الإنجليزية]‏ (6 يناير 2009 – 3 يناير 2011) للكتلة البرلمانية الحزب الديمقراطي.
- في انتخابات مجلس الشيوخ في الولايات المتحدة 2008 [الإنجليزية]‏، انتخب عضو مجلس الشيوخ الأمريكي عن دائرة Virginia ‏ وقد انضم خلال فترته النيابية [الإنجليزية]‏ (3 يناير 2011 – 3 يناير 2013) للكتلة البرلمانية الحزب الديمقراطي.
- في انتخابات مجلس الشيوخ في الولايات المتحدة 2008 [الإنجليزية]‏، انتخب عضو مجلس الشيوخ الأمريكي عن دائرة Virginia ‏ وقد انضم خلال فترته النيابية (3 يناير 2013 – 3 يناير 2015) للكتلة البرلمانية الحزب الديمقراطي.
- في انتخابات مجلس الشيوخ في الولايات المتحدة 2014 [الإنجليزية]‏، انتخب عضو مجلس الشيوخ الأمريكي عن دائرة Virginia ‏ وقد انضم خلال فترته النيابية [الإنجليزية]‏ (6 يناير 2015 – 3 يناير 2017) للكتلة البرلمانية الحزب الديمقراطي.
- في انتخابات مجلس الشيوخ في الولايات المتحدة 2014 [الإنجليزية]‏، انتخب عضو مجلس الشيوخ الأمريكي عن دائرة Virginia ‏ وقد انضم خلال فترته النيابية [الإنجليزية]‏ (3 يناير 2017 – 3 يناير 2019) للكتلة البرلمانية الحزب الديمقراطي.
- انتخب رئيس مجلس الإدارة (2004 – 2005).
- انتخب رئيس مجلس الإدارة (1993 – 1995).
- انتخب حاكم فرجينيا [الإنجليزية]‏ (12 يناير 2002 – 14 يناير 2006).
- انتخب عضو مجلس الشيوخ الأمريكي عن دائرة فرجينيا (3 يناير 2009 – ).

## وصلات خارجية
- الموقع الرسمي